# Espèce fondatrice

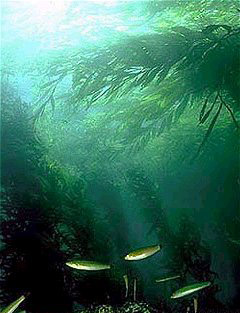
Dans le cas de la forêt de kelp, c'est le kelp (ici en Californie) qui est l'espèce fondamentale

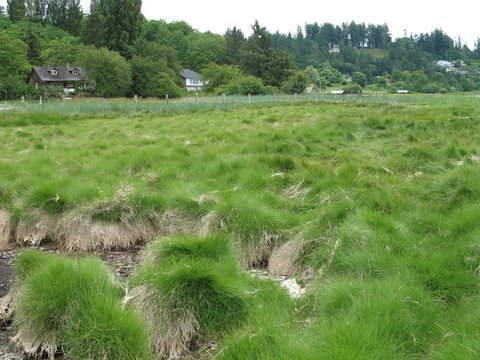
Vasière fixée par un tapis de touffes de spartines formant un bas-marais saumâtre à forte productivité biologique (Amérique du Nord). Les spartines jouent ici un rôle évident de « facilitatrices ». Les "touradons" de graminées peuvent évoquer des structures similaires établies par la Molinie bleue dans les landes acides tourbeuses ou para-tourbeuses

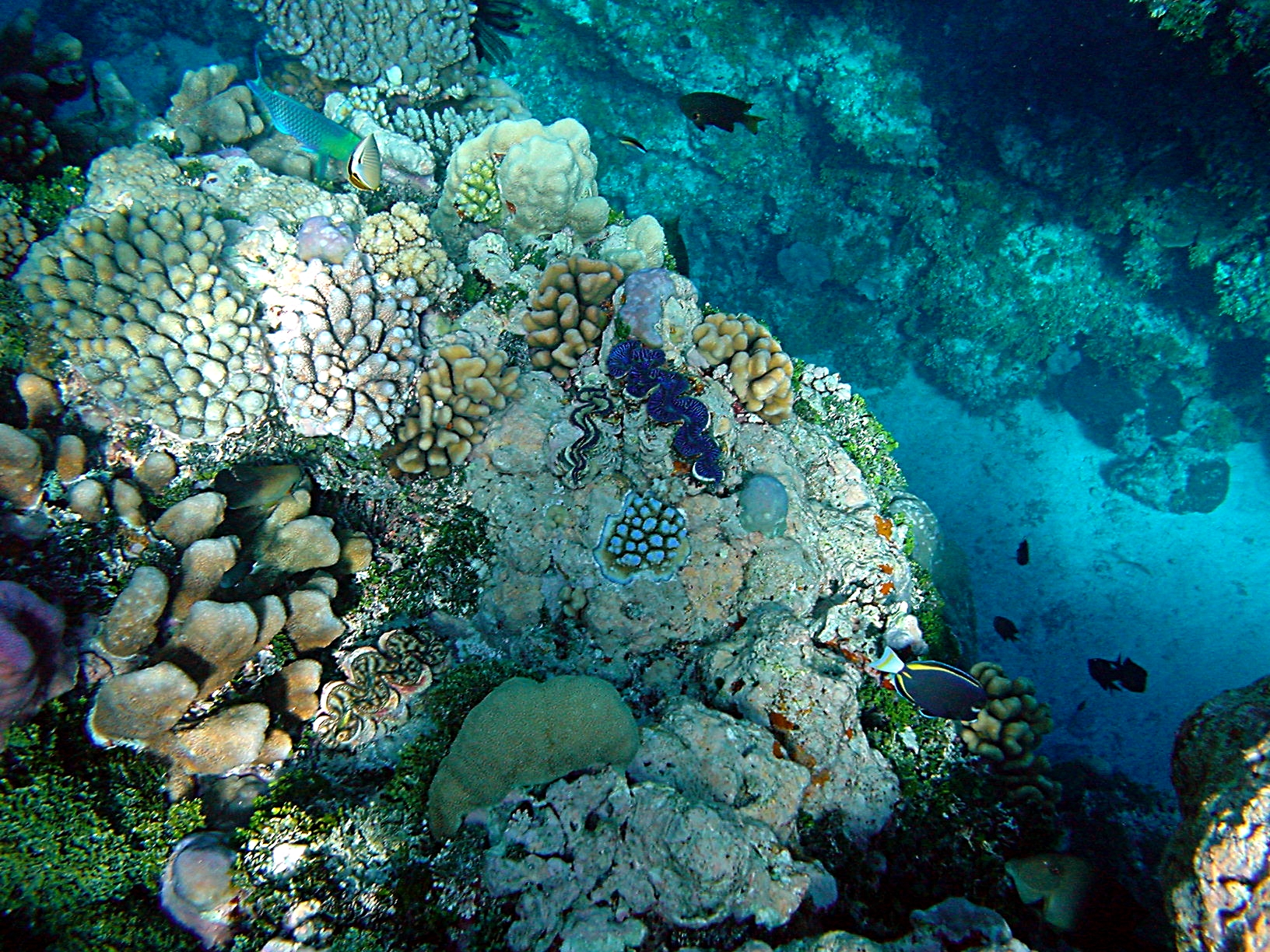
Les récifs coralliens, structures biogéniques parfois immenses, sont parmi les espèces fondatrices (et facilitatrices) les plus importantes en mer ; Ici en Papouasie-Nouvelle-Guinée

Dans le domaine de l'écologie, une espèce fondatrice (EF) (Foundation species ou FS pour les anglophones) est une espèce qui fonde ou a fondé un écosystème particulier, qui ne pourrait exister sans elle, par exemple :
- les coraux fondateurs d'un récif, dans le cas d'un récif corallien,
- des sphaignes qui vont conserver une masse importante d'eau dans le cas d'une tourbière à sphaignes, même sur une pente,
- des palétuviers dans le cas d'une mangrove, etc.
- des spartines, qui fixent la vase tout en y limitant l'anoxie, dans le cas de vasières littorales de zone tempérée

Ce sont des producteurs primaires et souvent des espèces dominantes à la fois en termes d'abondance et d'influence.
Très souvent, elles complexifient les écotones (par rapport au substrat abiotique) et ce faisant elles augmentent la surface ou le volume "habitable" par d'autres espèces ; par exemple en créant d'importantes structures biogéniques dans le cas des coraux (on parle aussi de « facilitation écologique »).
Dans le cadre d'une évolution climacique, il peut s'agir d'un stade pionnier (ex : croûte lichénique, puis mousses sur un îlot volcanique récemment émergé, ou un terril ou sol artificiel), ensuite remplacé par d'autres stades.

## Rôle structurant pour les écosystèmes et la biodiversité
Les espèces fondatrices (EF) sont des agents de structuration primaire très importants des patterns de population, tant dans les communautés marines que terrestres.
Divers travaux scientifiques ont porté sur des habitats fondés ou dominés par une unique espèce ou une guilde d'espèce ; Ils ont souligné l'importance et le rôle de la facilitation écologique dans le maintien de la structure de telles communautés. Cependant, en réalité la plupart des habitats sont complexes et élaborées par plusieurs EF et/ou à partir de multiples guildes différentes.
La concurrence entre les espèces et/ou guildes cofondatrices peut conférer aux EF un rôle supplémentaire d'agent potentiellement responsable de la répartition spatiale et temporelle des patterns complexes observés dans la nature.
On trouve ainsi sur le fond de la mer Blanche des tapis épibenthiques de balanes (Balanus crenatus) et d'ascidies solitaires (principalement Styela spp. et Molgula spp.) qui croissent sur de petites pierres et sur des coquilles vides de bivalves (principalement Serripes groenlandicus). Ce tapis constitue une offre en microhabitats pour des taxons sessiles différente.
Une étude récente (sur la base de l'examen de 459 patchs) a cherché à vérifier les 4 hypothèses suivantes ;
1. que plusieurs espèces fondatrices offrent des habitats pour la plupart des autres espèces observées dans la communauté ;
2. que des EF différentes induisent des assemblages différents d'organismes sessiles ;
3. que l'interaction entre facilitation et concurrence explique le mieux les tendances observées en matière d'abondance et de démographie des EF ;
4. que ces interactions façonnent toute la communauté, ce qui augmente la diversité par rapport aux patchs plus homogènes (constitués par une unique EF).

Les inventaires ont presque tous conforté ces 4 hypothèses ; le nombre d'EF dans un patch avait dans ce cas effectivement un effet positif sur la diversité des espèces et la plupart des espèces sessiles (72 % des individus) résidaient sur des balanes (coquilles d'individus vivants ou morts), des ascidies et des algues rouges.

## Rôle facilitateur
L'espèce fondatrice crée littéralement un habitat et des refuges pour d'autres espèces contre divers stress environnementaux.
Par exemple, en Nouvelle-Angleterre en zone palustre estuarienne ou de marais-salé les fonctions facilitatrices de l'herbe Spartina patens ont été bien étudiées ; Cette plante « fondatrice » réduit la salinité du milieu, atténue très fortement les chocs thermiques (fonction de « tamponnement microclimatique »), elle limite fortement la dessication du milieu tout en limitant l'anoxie des vases par sa capacité à infiltrer l'eau, à évapotranspirer et survivre en milieu saumâtre. Par la croissance de son tissu racinaire elle « décolmate » les vases. Dans son ombre d'autres espèces prospèrent.
Son apparition ou sa présence constituent une offre d'habitat supplémentaire, sans alternatives ; elle est un support ainsi qu'une source de nourriture pour des dizaines d'autres espèces qui profitent de son couvert (protection contre les prédateurs, mais aussi contre les UV solaires). La prolifération de ses racines facilitent la vie dans la vase, plus aérée et où l'eau et les oligo-éléments circulent mieux. Le biofilm algo-bactérien (qui peut être asphyxiant en condition d'eau peu agitée) a moins place sur la vase, mais est moins déshydraté et peut coloniser la base des spartines. Sur une surface où l'on supprime expérimentalement les spartines, on constate un effondrement des populations de toutes les communautés d'autres espèces.
Une hypothèse était que le rôle de facilitation par les spartines et d'autres espèces fondatrices serait plus déterminant encore dans des conditions plus chaudes (par un tamponnement proportionnellement amélioré du stress thermique). Il a été effectivement démontré (en condition expérimentalement contrôlée de réchauffement) que le rôle écologique de S. patens n'était pas diminué par le réchauffement expérimental ; Dans ce cas, le réchauffement a eu des effets limités et faibles sur la communauté écologique des marais salés associées aux espèces fondatrices. Seules ces espèces fondatrices ont réagi fortement au réchauffement, en augmentant significativement la production hors-sol dans les parcelles plus chaudes. Tans que l'eau est disponible, la contrainte thermique semble moins impactante que les effets négatifs du sel et celui de la dessiccation sur l'écosystème marécageux à spartines.
Ces résultats expérimentaux laissent penser que le stress thermique induit par le réchauffement climatique n'aura pas une grande incidence sur les communautés dominées et protégées par S. patens dans les zones de marais salés qui pourraient donc même s'étendre dans les estuaires (sauf s'ils devaient être noyés à la suite d'une montée rapide du niveau de la mer. En revanche, la perte de telles espèces poserait un problème émergent de conservation dans les marais salants de l'Atlantique, constituerait une grave menace pour ces écosystèmes d'un certain point de vue comparable à ceux des mangroves en zone tropicale (systèmes écotoniaux aux interfaces mer-terre, à forte productivité primaire... et jouant un rôle de zone-tampon).
Les espèces fondatrices sont souvent de bonnes pionnières, et comme certaines spartines ou certains clones hybrides (plus grands et plus "agressifs" que les spartines natives, elles peuvent s'avérer invasives là où on les a introduit hors de leur aire naturelle (c'est le cas par exemple de Spartina alterniflora et de certains de ses hybrides originaire de la côte est des États-Unis et introduite en Europe qui peut coloniser des vasières ouvertes nécessaires à l'alimentation de certains oiseaux).
Les filtreurs suspensivores (chironome plumeux par exemple, dont la densité de larve peut atteindre 100000 larves/m2 dans les lacs eutrophes jouent un rôle important pour la filtration de l'eau, et la minéralisation de la matière organique sédimentée, ainsi qu'en constituant la base d'une importante chaine alimentaire.

## Enjeux
- C'est ce type d'effets que l'on cherche à installer ou accélérer avec les récifs artificiels, ou diverses techniques de génie écologiques fondées sur la réintroduction ou l'introduction d'espèces fondatrices et facilitatrices.
- Si l'on admet que ces espèces ont un rôle particulier et majeur, et que des effets en cascade dans tout l'écosystème se produisent quand elles sont stressées ou menacées, il apparait important de comprendre comment elles réagiront aux effets de la pollution, de l'anthropisation et artificialisation de la planète, au réchauffement climatique. Dans le cas des espèces marines et des habitats littoraux, il s'agit aussi d'étudier comment elles réagissent ou réagiront aux effets l'acidification des océans, à la montée du niveau marin, zones mortes, etc. pour cela l'écologie rétrospective peut aussi apporter des informations utiles.

## Concepts proches
Les écologues parlent aussi parfois ;
- d'individu fondateur (l'initiateur d'une structure coloniale) ;
- d'espèces clé de voûte (sans lesquelles de nombreuses autres espèces ne pourraient pas vivre ou survivre) ;
- d'espèces-ingénieur (p. ex. : le castor qui, en construisant des barrages, contribue à ouvrir les ripisylves et à créer ou agrandir les zones humides associées). Ces espèces ont une dynamique de population spécifique[5].